# Winter-Asienspiele 1986
Die 1. Winter-Asienspiele waren eine multinationale Sportveranstaltung. Sie fanden vom 1. bis 8. März 1986 in der japanischen Stadt Sapporo statt.
Das Japanische Olympische Komitee hatte zunächst die Idee, die Winterspiele verteilt auf dem gesamten asiatischen Kontinent stattfinden zu lassen. Da Sapporo nach der Austragung der Olympischen Winterspiele 1972 über ausreichend Erfahrung in der Organisation einer solchen Großveranstaltung und die dafür erforderliche Infrastruktur verfügte, entschied das Olympic Council of Asia bei seiner Generalversammlung in Seoul im Jahr 1984, dass Japan die ersten Spiele in Sapporo ausrichten dürfe.

## Teilnehmerländer
An den Winter-Asienspielen 1986 nahmen 430 Sportler aus sieben Ländern teil.
| - China - Hongkong - Indien - Japan | - Mongolei - Nordkorea - Südkorea |

## Sportarten
- Biathlon (Ergebnisse)
- Eishockey (Ergebnisse)
- Eiskunstlauf (Ergebnisse)
- Eisschnelllauf (Ergebnisse)
- Shorttrack (Ergebnisse)
- Ski Alpin (Ergebnisse)
- Skilanglauf (Ergebnisse)

## Medaillenspiegel
| Platz | Land      | Gold | Silber | Bronze | Gesamt |
| ----- | --------- | ---- | ------ | ------ | ------ |
| 01    | Japan     | 29   | 23     | 6      | 58     |
| 02    | China     | 4    | 5      | 12     | 21     |
| 03    | Südkorea  | 1    | 5      | 12     | 18     |
| 04    | Nordkorea | 1    | 2      | 5      | 8      |